# Lion Air
A PT Lion Mentari Airlines, operada como Lion Air, é uma companhia aérea low-cost da Indonésia, fundada em 1999.

## Frota
Em dezembro de 2018, a frota da Lion Air era composta pelas seguintes aeronaves:
| Aeronaves          | Quantidade | Pedidos | Passageiros | Notas |
| ------------------ | ---------- | ------- | ----------- | --- |
| Airbus A330-300    | 3          | —       | 440         | |
| Airbus A330-900neo | 2          | 4       | TBA         | |
| Boeing 737-800     | 38         | 9       | 189         | |
| Boeing 737-900ER   | 63         | —       | 213         | Cliente de lançamento. Aeronaves mais antigas serão retiradas e substituídas pelo Boeing 737 MAX                                            |
| Boeing 737 MAX 8   | 10         | 190     | 180         | O pedido consiste em MAX 8 e 9. Cliente de lançamento do MAX 9. As entregas começaram em 2017. Uma das aeronaves se acidentou como voo 610. |
| Boeing 737 MAX 9   | —          | 190     | TBA         | O pedido consiste em MAX 8 e 9. Cliente de lançamento do MAX 9. As entregas começaram em 2017. Uma das aeronaves se acidentou como voo 610. |
| Boeing 737 MAX 10  | —          | 50      | TBA         | |
| Boeing 747-400     |            | —       | 506         | Ex-Singapore Airlines |
| Total              | 117        | 253     |             | |

### Frota antiga
| Aeronave                   | Quantidade | Anos de operação | Notas                                               |
| -------------------------- | ---------- | ---------------- | --------------------------------------------------- |
| Airbus A310-300            | 1          | 2000–2002        |                                                     |
| Boeing 737-200             | 2          | 2001–2002        |                                                     |
| Boeing 737-300             | 2          | 2004–2014        |                                                     |
| Boeing 737-400             | 10         | 2004–2014        |                                                     |
| Boeing 747-400             | 1          | 2009–2016        | Substituída pelo Airbus A330-300                    |
| McDonnell Douglas MD-82    | 19         | 2002–2012        | Uma aeronave se acidentou em Surakarta como voo 583 |
| McDonnell Douglas MD-83    | 1          | 2003–2008        |                                                     |
| McDonnell Douglas MD-90-30 | 5          | 2005–2012        |                                                     |
| Yakovlev Yak-42            | 5          | 2001–2002        | Arrendado                                           |

## Acidentes e Incidentes
Em 29 de Outubro de 2018, um Boeing 737 MAX 8 da empresa low-cost indonésia Lion Air despenhou-se no Mar de Java minutos depois de ter descolado do Aeroporto Internacional Soekarno–Hatta, Jacarta, Indonesia em direção ao Aeroproto Depati Amir na cidade de Pangkal Pinang, Indonésia. O acidente vitimou as 189 pessoas que seguiam a bordo, incluíndo passageiros e tripulação. Segundo comunicado oficial da Lion Air, o aparelho era recente estando em operação há apenas 3 meses, sendo que o piloto e co-piloto que seguiam a bordo somavam no total mais de 11 mil horas de voo. Todas as vítimas eram de origem indonésia, com exceção do piloto (indiano) e de um passageiro de origem italiana.